# IV. třída okresu Břeclav
IV. třída okresu Břeclav tvoří společně s ostatními skupinami čtvrté třídy nejnižší (desátou nejvyšší) fotbalovou soutěž v České republice. Je řízena Okresním fotbalovým svazem Břeclav. Hraje se každý rok od léta do jara se zimní přestávkou. Hraje se ve dvou skupinách (označených A, B ), každá skupina má v ročníku 2018/19 po 12 účastnících (celkem tedy 24 týmů) z okresu Břeclav. Ve skupině hraje každý s každým jednou na domácím hřišti a jednou na hřišti soupeře.  Vítěz každé ze skupin postupuje do III. třídy okresu Břeclav.

## Vítězové

### IV. třída okresu Břeclav skupina A
| Ročník    | Vítězný tým                      |
| --------- | -------------------------------- |
| 2003/2004 | TJ Sokol Ladná                   |
| 2004/2005 | TJ Moravský Žižkov               |
| 2005/2006 | TJ Moravan Lednice „B“           |
| 2006/2007 | TJ Sokol Lanžhot „B“             |
| 2007/2008 | FK Moravská Nová Ves „B“         |
| 2008/2009 | TJ Sokol Kostice „B“             |
| 2009/2010 | TJ Sokol Sedlec                  |
| 2010/2011 | FC Pálava Mikulov „B“            |
| 2011/2012 | TJ Sokol Ladná                   |
| 2012/2013 | TJ Velké Bílovice „B“            |
| 2013/2014 | TJ Velké Bílovice „B“            |
| 2014/2015 | TJ Sokol Charvátská Nová Ves „B“ |
| 2015/2016 | MSK Břeclav „C“                  |
| 2016/2017 | TJ Sokol Přítluky                |
| 2017/2018 | MSK Břeclav „C“                  |
| 2018/2019 |                                  |

### IV. třída okresu Břeclav skupina B
| Ročník    | Vítězný tým             |
| --------- | ----------------------- |
| 2003/2004 | TJ Sokol Novosedly „B“  |
| 2004/2005 | TJ Palavan Bavory „B“   |
| 2005/2006 | TJ Sokol Šitbořice      |
| 2006/2007 | TJ Dynamo Cvrčovice     |
| 2007/2008 | TJ Dynamo Drnholec      |
| 2008/2009 | TJ Sokol Ivaň           |
| 2009/2010 | TJ Sokol Perná          |
| 2010/2011 | TJ Sokol Bořetice „B“   |
| 2011/2012 | FC Pálava Mikulov „B“   |
| 2012/2013 | TJ Pavlov               |
| 2013/2014 | SK Vranovice            |
| 2014/2015 | TJ Sokol Pohořelice „B“ |
| 2015/2016 | TJ Zetor Pasohlávky     |
| 2016/2017 | TJ Sokol Pohořelice „B“ |
| 2017/2018 | TJ Sokol Perná          |
| 2018/2019 |                         |

### IV. třída okresu Břeclav skupina C
| Ročník    | Vítězný tým                                     |
| --------- | ----------------------------------------------- |
| 2003/2004 | FK Vrbice 1959                                  |
| 2004/2005 | TJ Sokol Uherčice                               |
| 2005/2006 | TJ Sokol Klobouky u Brna                        |
| 2006/2007 | SK Boleradice 1935                              |
| 2007/2008 | TJ Sokol Brumovice                              |
| 2008/2009 | FK Vrbice 1959                                  |
| 2009/2010 | TJ Sokol Klobouky u Brna                        |
| 2010/2011 | Soutěž se nehrála.                              |
| 2011/2012 | TJ Sokol Velké Hostěrádky                       |
| 2012/2013 | TJ Sport Němčičky/TJ Slavoj Velké Pavlovice „C“ |
| 2013/2014 | TJ Sokol Šakvice                                |
| 2014/2015 | TJ Sokol Uherčice                               |
| 2015/2016 | TJ Sokol Bořetice „B“                           |
| 2016/2017 | TJ Slavoj Velké Pavlovice „C“                   |
| 2017/2018 | SK Krumvíř „B“                                  |
| 2018/2019 |                                                 |